# Малий Танага
Малий Танага (Aleut:Tanagax̂) — острів групи Андреянівських островів, (Алеутські острови, Аляска). Знаходиться між островами Кагаласка та Умак. Довжина острову 12,5 км, ширина — 16,3 км.